# 少齒後甲鯰
少齒後甲鯰，為輻鰭魚綱鯰形目甲鯰科的一個種，為熱帶淡水魚，分布於南美洲蘇利南及法屬圭亞那Oyapock、Sinnamary與Marowijne河流域，體長可達27公分，棲息在底層水域，生活習性不明。